# L’Arteosa
L'Arteosa ist eines von 24 Parroquias in der Gemeinde Piloña der autonomen Region Asturien in Spanien.
Die 101 Einwohner (2011) leben in 6 Dörfern auf einer Fläche von 10,11 km2; 7,7 km von Infiesto, dem Verwaltungssitz der Gemeinde Piloña entfernt. Der Río Piloña fließt durch das Parroquia.

## Sehenswürdigkeiten
- Kirche Nuestra Señora de la Asunción in Vegarrionda
- Mehrere Hórreos im gesamten Parroquia

## Dörfer und Weiler in der Parroquia
- Caperea – 16 Einwohner 2011
- Óbana – 37 Einwohner 2011 43° 18′ 16″ N, 5° 24′ 11″ W
- El Piñuecu – 16 Einwohner 2011 43° 18′ 17″ N, 5° 24′ 55″ W
- Samartín – 9 Einwohner 2011 43° 18′ 51″ N, 5° 23′ 40″ W
- Les Felgueroses – 2 Einwohner 2011
- Vegarrionda – 21 Einwohner 2011